# Auror
U seriji romana o Harryju Potteru aurori su članovi elitnog odreda pri Odjelu magičnog pravosuđa u britanskom Ministarstvu magije koji pronalaze i hvataju crne magove, a posebno sljedbenike Lorda Voldemorta, smrtonoše.

## Obuka
Veoma je teško zadovoljiti sve zahtjeve potrebne za početak obuke za aurora, a još je teže proći obuku s visokim ocjenama. Kandidati prvo moraju proći obuku iz naprednih magičnih dvoboja i moraju imati odlične ocjene iz traženih područja prije nego što započnu strogu obuku za aurore (koja obično traje tri godine). Neki posao aurora smatraju glamuroznim zato što on uključuje veliku količinu opasnosti, a i teško se pridružiti redovima aurora. Harry Potter tijekom romana počeo se zanimati za posao aurora.
Profesorica Minerva McGonagall tvrdi da je prije početka obuke potrebno barem pet O.Č.I. (od kojih ni jedna ocjena ne smije biti ispod "iznad očekivanja")-iz Čarobnih napitaka, Obrane od mračnih sila, Preobrazbe i Čarolija.Tada kandidati za aurore moraju proći cijeli niz testova koji pokazuju kako bi reagirali pod pritiskom. Kandidati također moraju imati veoma razvijene obrambene vještine. Neke su od disciplina koje je potrebno proći tijekom obuke "skrivanje i prerušavanje" te "tajnost i traganje". Profesorica McGonagall je, iziritirana uvjeravanjem Dolores Umbridge kako Harry nikad neće postati auror, rekla da će mu pružiti svu moguću pomoć i držati mu dodatne sate kako bi on postao auror.

## Borba protiv Voldemorta
U ratu nakon Voldemortovog prvog uspona, aurori su dobili dopuštenje da se koriste Neoprostivim kletvama protiv osoba za koje se sumnja da su smrtonoše ili kriminalci. To znači da su dobili dozvolu za ubijanje, mučenje i kontrolu drugih osoba. Nije posve jasno jesu li u Drugom ratu dobili iste ovlasti, ali je vrlo vjerojatno da jesu. Aurore Ministarstvo magije koristi i kao špijune u raznim organizacijama crnih magova.
Zarobljene crne magove obično šalju u Azkaban, ali dvoboj s crnim magom često se može pretvoriti i u borbu do smrti.
U rijetkim prilikama aurori čuvaju važne osobe ili ljude koji su u velikoj opasnosti, ali ih štiti Ministarstvo magije. Ministarstvo ih je u Harryju Potteru i Princu miješane krvi zadužilo za zaštitu Harryja Pottera i Hogwartsa. Prije toga, u Harryju Potteru i Redu feniksa, za Harryjevu zaštitu bili su zaduženi članovi Reda feniksa i aurori koji su bili dio Predstraže. 
U Drugom je ratu bivši auror, Rufus Scrimgeour, koji je bio šef Odjela za aurore izabran za novog Ministra magije zato što je čarobnjačka zajednica imala više povjerenja u njega nego u njegovog prethodnika, Corneliusa Fudgea. Ipak, najpoznatiji je auror modernog vremena Alastor Moody koji se vratio iz mirovine kako bi se pridružio Redu feniksa.

## Podrijetlo imena
Ime "auror" vjerojatno dolazi od latinske riječi aurora što znači zora; a u ovom kontekstu, kraj tame.

## Poznati aurori
Aurori poznati iz serije romana su:
- Dawlish koji je pokušao pomoći Umbridgeici u omamljivanju Hagrida u Redu feniksa.
- Alice Longbottom (onesposobljena)
- Frank Longbottom (onesposobljen)
- Alastor Moody (u mirovini)
- Proudfoot
- Gawain Robards (vođa aurora nakon što je Rufus Scrimgeour postao Ministar)
- Savage
- Rufus Scrimgeour (vođa aurora prije tijekom Reda feniksa prije nego što je postao Ministar)
- Kingsley Shacklebolt
- Nymphadora Tonks
- James Potter
- Lily Potter
- Williamson